# Mungu ibariki Afrika
Mungu ibariki Afrika (em português:  Deus Abençoe a África) é o hino nacional da Tanzânia. Depois de adquirir sua independência a 9 de dezembro de 1961, a República de Tanganyka adotou um hino baseado na canção Nkosi Sikelel' iAfrika, feita por Enoch Mankayi Sontonga, na África do Sul, em 1897. Com letra escrita coletivamente na língua suaíli, o hino foi mantido quando o arquipélago de Zanzibar juntou-se ao país para criar a República Unida da Tanzânia, a 26 de abril de 1964.

## Letra
Mungu ibariki Afrika
Wabariki Viongozi wake
Hekima Umoja na Amani
Hizi ni ngao zetu
Afrika na watu wake.
Refrão:
Ibariki Afrika(x2)
Tubariki watoto wa Afrika.
Mungu ibariki Tanzania
Dumisha uhuru na Umoja
Wake kwa Waume na Watoto
Mungu Ibariki Tanzania na watu wake.
Refrão:
Ibariki Tanzania(x2)
Tubariki watoto wa Tanzania.